# Think small
Think Small («piensa en pequeño», en español) fue uno de los anuncios más famosos de la campaña publicitaria del Escarabajo de Volkswagen, la cual fue dirigida por Helmut Krone. El texto publicitario de Think Small estuvo a cargo de Julian Koenig de la agencia Doyle Dane Bernbach (DDB) en 1959. La campaña de la DDB para el Escarabajo de Volkswagen fue calificada como la mejor campaña publicitaria del siglo xx por Ad Age, en una encuesta sobre los anuncios norteamericanos. Koenig fue seguido por muchos otros escritores durante su dirección artística de los primeros cien anuncios de la campaña, sobre todo, por Bob Levenson. La campaña ha sido considerada tan exitosa que hizo mucho más que aumentar las ventas y construir una vida de lealtad a la marca; puesto que el anuncio, así como el trabajo de la agencia publicitaria detrás de él, transformó la naturaleza misma de la publicidad, desde la forma en que se crea hasta lo que se ve como consumidor en la actualidad.

## Antecedentes
Quince años después de la Segunda Guerra Mundial, Estados Unidos se había convertido en una superpotencia mundial y consumidora; comenzó la fabricación de automóviles para las familias en crecimiento con hijos del baby boom, así como para los estadounidenses obsesionados con los muscle cars. El Escarabajo, un automóvil compacto y de aspecto extraño, se fabricó en una planta construida por los nazis en Wolfsburg, Alemania, lo que se percibió como un reto para la venta del vehículo (ya que el automóvil fue diseñado en la Alemania nazi). En aquel entonces, los anuncios de automóviles estaban centrados en proporcionar al lector la mayor cantidad de información posible en lugar de persuadirlo de comprar el producto, además, solían estar más arraigados en la fantasía que en la realidad.

## La campaña
Helmut Krone presentó simultáneamente el diseño y el titular de Think Small. Krone se asoció con Julian Koenig para trabajar en los anuncios Think Small y Lemon para Volkswagen, bajo la supervisión de William Bernbach. La DDB planteó una campaña impresa centrada en la forma del Escarabajo, más pequeño que la mayoría de los coches comercializados en la época. Este enfoque único en un anuncio de automóviles atrajo la atención sobre el Escarabajo. La DDB tuvo en mente la simplicidad, contradiciendo la asociación tradicional de los automóviles con el lujo. Los anuncios impresos de la campaña presentaban una pequeña imagen del Escarabajo rodeada por un amplísimo espacio en blanco, lo que pretendía enfatizar su simplicidad y minimalismo; el texto y la letra pequeña que aparecía en la parte inferior de la página enumeraba las ventajas de tener un coche pequeño.
La ejecución creativa rompió con lo convencional de varias maneras. Si bien se mantuvo el formato tradicional de imagen, titular y cuerpo de tres columnas, las otras diferencias fueron sutiles pero suficientes para que el anuncio destacara. Por un lado, empleó una tipografía de palo seco en un momento en que las fuentes con remates eran comunes. También colocó un punto final después del eslogan Think Small, además, el texto del cuerpo contenía líneas viudas y huérfanas. Estas características se incluyeron para dar al anuncio una impresión de naturalidad y sinceridad. La imagen del coche se colocó en el cuadrante superior izquierdo y se inclinó de forma que dirigiera la atención del lector hacia el titular. Por último, el anuncio se imprimió en blanco y negro, en un momento de plena utilización de la publicidad a todo color. El diseño cambió con el tiempo, pero los elementos esenciales de ejecución se utilizaron de manera consistente para dar a cada iteración una sensación de estilo propio.

## Libros
En 1967, los distribuidores de Volkswagen entregaban un libro promocional titulado Think Small. Charles Addams, Bill Hoest, Virgil Partch, Gahan Wilson y otros grandes dibujantes de esa década produjeron caricaturas de coches de Volkswagen, que fueron publicados junto con divertidos ensayos sobre automóviles por humoristas como H. Allen Smith, Roger Price y Jean Shepherd. El diseño del libro incluía, al lado de cada dibujo, una fotografía de su creador.
La campaña ha sido el tema de varios libros, con un análisis académico serio de los principales factores de éxito de la campaña, entre ellos: Think Small: The Story of those Volkswagen Ads de Frank Rowsome (1970); Think Small: The Story of the World's Greatest Ad (2011) de Dominik Imseng; y Thinking Small: The Long, Strange Trip of the Volkswagen Beetle (2012) de Andrea Hiott.